# Rino Ceccardi
Rino Ceccardi (Ligonchio, 3 luglio 1944 – Reggio Emilia, 14 luglio 2024) è stato un calciatore italiano, di ruolo difensore.

## Caratteristiche tecniche
Solitamente impiegato nel ruolo di terzino, giocò a volte anche come mediano.

## Carriera
Giocò in Serie A con la maglia del Mantova nella stagione 1966-1967. Militò tra le file del Milan giovanile per poi giocare i primi due anni nella squadra della sua città, Reggio Emilia.

## Palmarès

### Club

#### Competizioni nazionali
- Serie B: 1

Palermo: 1967-1968
- Serie C: 1

Reggiana: 1963-1964
- Serie D: 1

Pescara: 1972-1973